# Carpinus monbeigiana
Carpinus monbeigiana là một loài thực vật có hoa trong họ Betulaceae. Loài này được Hand.-Mazz. mô tả khoa học đầu tiên năm 1924.